# پارک ملی برایس کنیون
پارک ملی برایس کنیون (به انگلیسی: Bryce Canyon National Park) پارکی طبیعی در ایالت یوتا در ایالات متحده آمریکا است.

## وبگاه‌های مربوطه

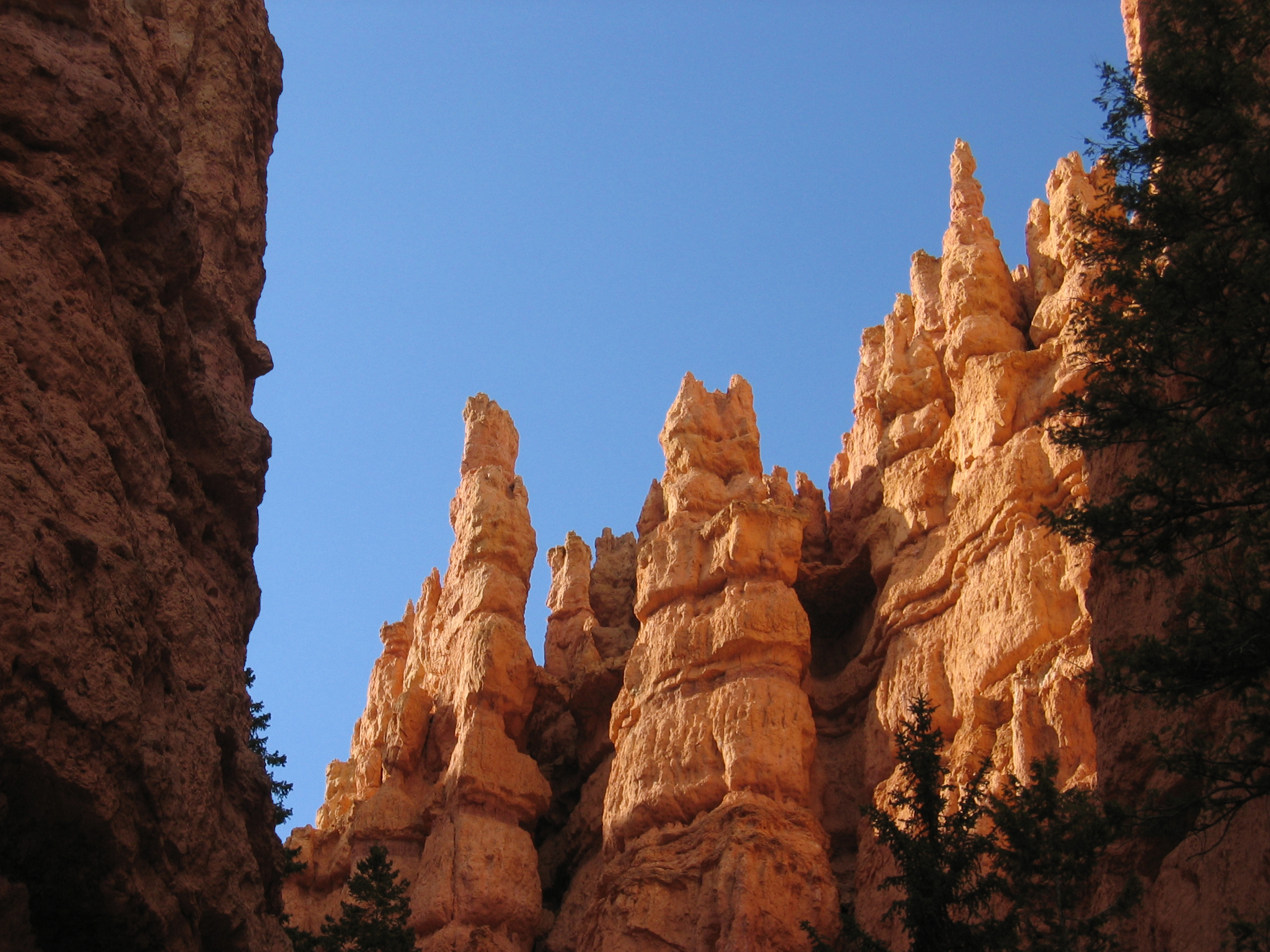

- انجمن تاریخ طبیعی برایس کنیون
- دفتر گردشگری پارک
- اطلاعاتی دیگر بایگانی‌شده  در ۲۴ فوریه ۲۰۰۶ توسط Wayback Machine
- ماراتون سالیانه